# Preston (New York)
Preston è un comune degli Stati Uniti d'America, situato nello Stato di New York, nella contea di Chenango.